# Brachyglanis magoi
Brachyglanis magoi är en fiskart som beskrevs av Fernández-yépez, 1967. Brachyglanis magoi ingår i släktet Brachyglanis och familjen Heptapteridae. Inga underarter finns listade.